# Maamar Mamouni
Maamar Mamouni (Tours, 28 febbraio 1976) è un ex calciatore algerino, di ruolo centrocampista.

## Carriera

### Club
Ha giocato nel campionato francese, belga e greco.

### Nazionale
Con la Nazionale algerina ha preso parte alla Coppa d'Africa 2000 e alla Coppa d'Africa 2004.